# Richard Magyar
Richard Magyar, född 3 maj 1991, är en före detta svensk före detta fotbollsspelare (försvarare).

## Klubbkarriär
Magyar började spela fotboll i Åkarps IF som 8-åring innan han flyttade till GIF Nike. Som 15-åring provspelade han för Malmö FF innan han skrev på för Lunds BK 2006, men stannade bara där i ett år innan hans familj flyttade till Halmstad, där han skrev på för BK Astrio. År 2008 flyttade han till lokala rivalerna Halmstads BK, där han tillbragte ett år i ungdomstruppen och var en del av U21-laget som vann U21-Allsvenskan för första gången. Inför säsongen 2010 lyftes han som lärling upp i seniortruppen från ungdomstruppen. Efter att ha suttit på bänken i flera matcher, gjorde han sin debut den 5 maj för Halmstads BK mot Kalmar FF, då lagkamraten Tomas Žvirgždauskas ådragit sig en skada.
På en presskonferens den 7 juli 2015 presenterades Magyar som ett av två nyförvärv till Hammarby IF.
I juni 2017 meddelades att han lämnar Hammarby för spel i Greuther Fürth i tyska andradivisionen. Den 11 juli 2019 återvände Magyar till Hammarby, där han skrev på ett treårskontrakt.
Efter bara åtta allsvenska matcher i Hammarby under säsongen 2022 meddelade Magyar i november 2022 att han avslutade sin fotbollskarriär.

## Landslagskarriär
I maj 2011 blev Magyar för första gången uttagen i det svenska U21-landslaget. Dock tvingades Magyar att avböja på grund av en skada och blev ersatt av Marcus Törnstrand. Han fick istället göra U21-debut i en träningslandskamp mot Holland den 10 augusti samma år.

## Övrigt
Våren 2021 kom Magyar ut med Allt ingen sa (Mondial), en bok med tips om hur man hanterar sådant som ångest, dålig självbild och vacklande självförtroende.